# Snochactwo

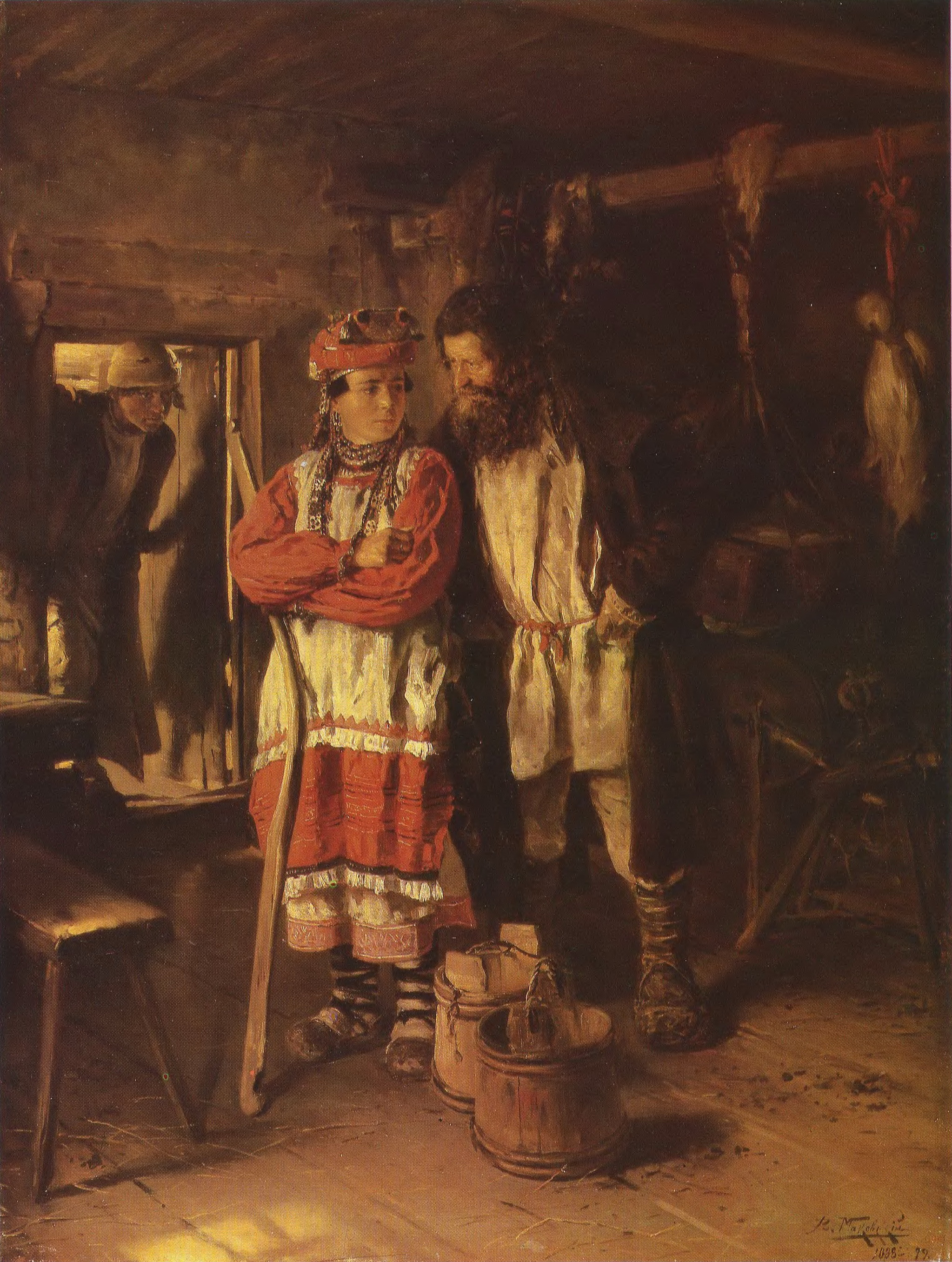
Obraz Teść autorstwa Władimira Makowskiego (1888)

Snochactwo – zwyczaj utrzymywania kontaktów seksualnych z żoną jakiegoś krewnego lub powinowatego ważnego w strukturze pokrewieństwa. Termin pochodzenia rosyjskiego (сноха, czyli snocha – znaczy synowa).
Jednym z pierwszych udokumentowanych przykładów snochactwa występował u Longobardów, gdzie sprzyjało temu prawo do aranżowania małżeństw między niepełnoletnimi synami i starszymi od nich kobietami, silny patriarchalizm i władza rodowa, a także słabo zakorzenione chrześcijaństwo. 
Na przykład występujące dawniej na Rusi prawo ojca (teścia) i czasami jego brata do utrzymywania stosunków seksualnych z żoną syna, czyli prawo do synowej. Zwyczaj ten szczególnie zainteresował obserwatorów po raz pierwszy na terenach Rosji w XVII w. (jego nazwa pochodzi z języka rosyjskiego). Zwykle podaje się, że snochactwo występowało we wschodniej Słowiańszczyźnie, inne źródła wskazują na przypadki tego zwyczaju dalej na zachód - na tereny, które w X wieku i później weszły w skład terytorium ówczesnej Polski. Snochactwo było też prawdopodobnie praktykowane po wprowadzeniu chrześcijaństwa, które przyniosło też nakaz monogamii. W ten sposób ojciec zapewniał sobie dodatkową żonę, która formalnie uchodziła za synową. 
Zwyczaj ten występuje też u wielu ludów Afryki. Na przykład dość powszechnie wśród Kpelle znad Zatoki Gwinejskiej (tam też jeśli ojciec ma żonę, to syn - jeśli nie jest on dzieckiem tej kobiety - także może mieć z nią kontakty seksualne). Snochactwo spotyka się też w Indiach u Tamilów i Telugów (ci drudzy zamieszkują głównie w stanie Andhra Pradesh). Próby kontaktów seksualnych pomiędzy teściem i synową spotykane są w istocie w większości społeczeństw, ale mają one jednak częściej charakter nieoficjalny.
W tradycyjnych społeczeństwach małżeństwa bywają zazwyczaj aranżowane przez rodziców, przy czym duży wpływ na wybór żon dla synów ma ojciec. Tam, gdzie dodatkowo praktykowane jest snochactwo, ojciec wybierając żonę dla syna kieruje się przypuszczalnie również swoim gustem.